# Alojzy Mazewski
Alojzy Antoni Mazewski (ur. 5 stycznia 1910, zm. 3 lipca 1988 w Chicago) - prawnik, działacz polonijny w Stanach Zjednoczonych.
Od 1967 był prezesem Związku Narodowego Polskiego (Polish National Alliance), pełnił tę funkcję do śmierci. Od 1968 był prezesem Kongresu Polonii Amerykańskiej (Polish American Congress). W 1977 wchodził w skład Komitetu Medalu Katyńskiego. 
Zmarł nagle 3 lipca 1988 w Chicago. 

## Ordery i odznaczenia
- Wielka Wstęga Orderu Odrodzenia Polski – pośmiertnie (3 lipca 1988)[3][4]
- Krzyż Komandorski z Gwiazdą Orderu Odrodzenia Polski (26 września 1972)[5]